# Autophila maura
Autophila maura is een vlinder uit de familie van de spinneruilen (Erebidae). De wetenschappelijke naam van de soort is voor het eerst geldig gepubliceerd in 1888 door Staudinger.
Deze nachtvlinder komt voor in Europa.